# Arachnopteromalus dasys
Arachnopteromalus dasys är en stekelart som beskrevs av Gordh 1976. Arachnopteromalus dasys ingår i släktet Arachnopteromalus och familjen puppglanssteklar. Inga underarter finns listade.